# Cửu Cao
Cửu Cao là một xã thuộc huyện Văn Giang, tỉnh Hưng Yên, Việt Nam.

## Địa lý
Xã Cửu Cao nằm ở phía bắc huyện Văn Giang, có vị trí địa lý:
- Phía đông giáp huyện Văn Lâm
- Phía tây giáp xã Phụng Công
- Phía nam giáp thị trấn  Văn Giang và xã Long Hưng
- Phía bắc giáp thành phố Hà Nội và xã Xuân Quan.

Xã Cửu Cao có diện tích 4,43 km², dân số năm 2019 là 6.783 người, mật độ dân số đạt 1.530 người/km².

## Hành chính
Xã Cửu Cao được chia thành 4 thôn: Hạ, Nguyễn, Thượng, Vàng.

## Lịch sử
Trước đây, Cửu Cao là một xã thuộc huyện Châu Giang cũ.
Ngày 24 tháng 7 năm 1999, Chính phủ ban hành Nghị định 60/1999/NĐ-CP về việc chia huyện Châu Giang thành 2 huyện Khoái Châu và Văn Giang. Xã Cửu Cao trực thuộc huyện Văn Giang.

## Giao thông
Các tuyến, hệ thống giao thông quan trọng đi qua xã  Cửu Cao:
- Quốc lộ 5B :cao tốc 5B Hà Nội - Hải Phòng
- Tỉnh lộ 179: nối huyện Văn Giang với Gia Lâm
- Tỉnh lộ 379B: nối Cửu Cao với Xuân Quan
- Hệ thống xe buýt: xe buýt Hà Nội tuyến 47B.

## Văn hóa

### Di tích
Di tích đình Cửu Cao tọa lạc ở thôn Nguyễn thờ Hoàng Nương công chúa và 4 vị đại vương. Di tích đình Cửu Cao được Bộ văn hóa thông tin xếp hạng là đi tích lịch sử văn hóa cấp quốc gia.

### Bánh giày làng Gàu
Bánh giày làng Gàu (tên quen thuộc của Cửu Cao) là đặc sản của địa phương. Ban đầu bánh chỉ được người dân làng Gàu làm để thắp hương tưởng nhớ gia tiên trong những dịp lễ tết hay tập trung bạn bè trong những ngày nông nhàn. Dần sau đó bánh được làm để bán chợ quê làm đồ ăn vặt, rồi đến những bữa tiệc hội họp, đám cưới hỏi, giỗ chạp. Bánh dày làng Gàu dẻo và thơm một nét đẹp trong ẩm thực.

## Kinh tế
Xã Cửu Cao là một xã hiện nay chuyên trồng màu, cây ăn quả ít cấy lúa. Các nghề phụ trong xã có xây dựng, mây tre đan, làm bánh quả, bán rau quả ở Hà Nội... Kinh doanh dịch vụ phát triển ở khu vực thôn Nguyễn ven đường 179, khu vực gần cầu Chùa.